# Buiatrik
Die Buiatrik (aus dem Altgriechischen, βοῦς, bous, ‚Rind‘, und ίατρὀς, iatros, ‚Arzt‘) oder Rinderheilkunde als Teilgebiet der Tiermedizin umfasst die Bereiche Innere Medizin und Chirurgie des Rindes. Des Weiteren zählen noch Andrologie, Künstliche Besamung sowie Gynäkologie einschließlich Euterkrankheiten und Obstetrik (Geburtshilfe) dazu. Außerdem befasst sich die Buiatrik mit Zucht, Haltung, Fütterung, Nutzung und Betreuung von Milch- und Fleischrindern sowie großen Gehege- und Wildwiederkäuern.

## Geschichte

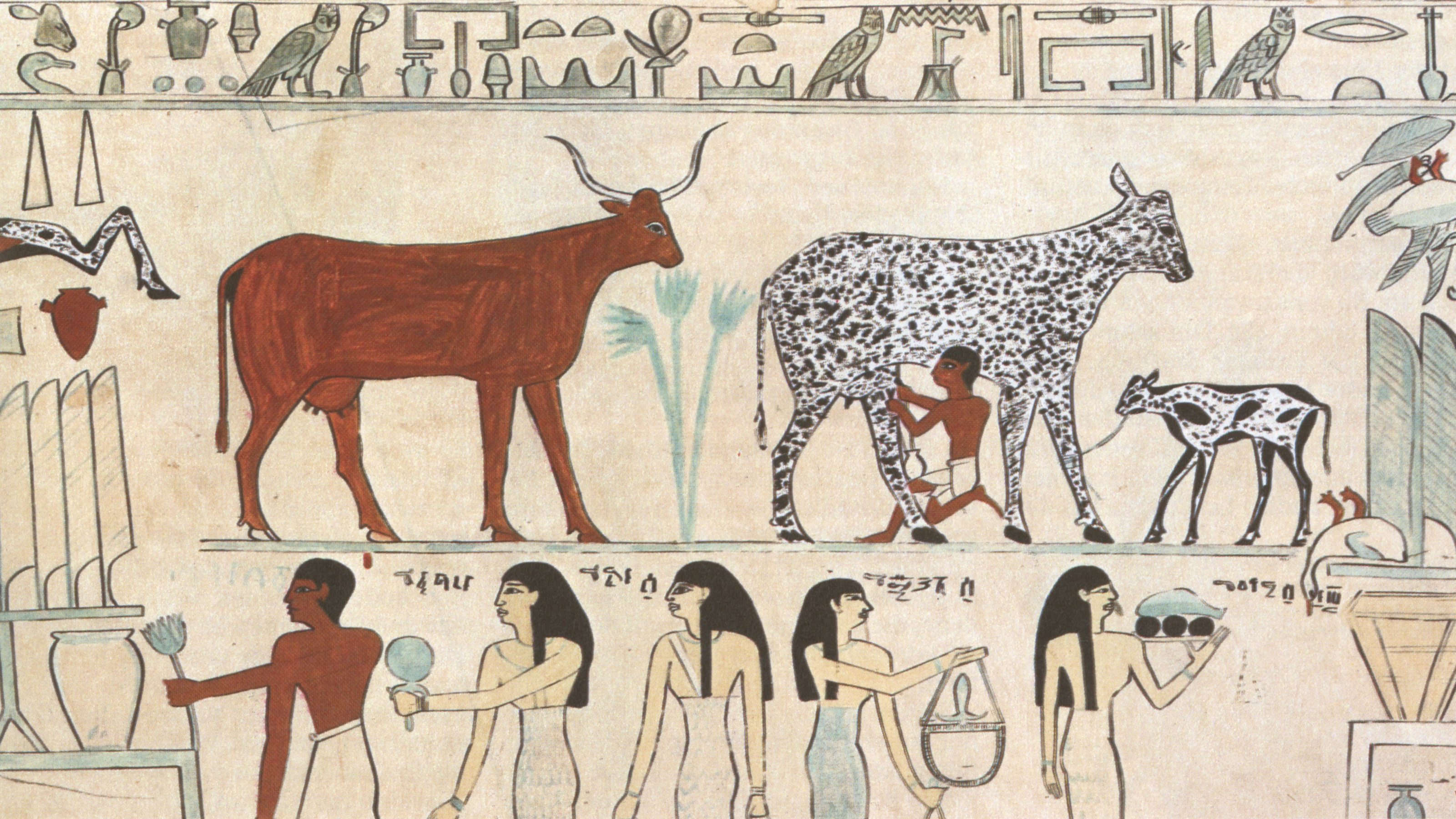
Ägyptische Zeichnung von domestizierten Kühen

Vermutlich gab es bereits zur Zeit der Domestizierung des Rindes im 9. Jahrtausend v. Chr. erste primitive Kenntnisse zu Krankheiten und deren Behandlung. Erste Darstellungen finden sich in frühanatolischen Kultgegenständen, mesopotamischen Rollsiegeln, altägyptischen Grabreliefs und frühgermanischen Steinzeichnungen. Der um 1850 v. Chr. entstandene Veterinärpapyrus aus Kahun enthält als ältestes bekanntes tiermedizinisches Literaturdokument unter anderem Angaben zu Symptomen, Diagnose und Therapie von Rinderkrankheiten wie Augenleiden, Kolik und Aufblähen.